# Тажик-Кыштак
Тажик-Кыштак (кирг. Тажик-Кыштак) — село в Кадамжайском районе Баткенской области Кыргызстана. Входит в состав айылного аймака Уч-Коргон.

## География
Село расположено в восточной части области, к востоку от реки Исфайрамсай, на расстоянии приблизительно 30 километров (по прямой) к северо-востоку от города Кадамжай, административного центра района.

## Население
Согласно оценочным данным Национального статистического комитета Кыргызской Республики, численность населения села на начало 2023 года составляла 2491 человек.
| год     | 2009 | 2014 | 2015 | 2020 | 2021 | 2023 |
| ------- | ---- | ---- | ---- | ---- | ---- | ---- |
| человек | 2003 | 4924 | 1255 | 2332 | 2417 | 2491 |